# Jägarvallen

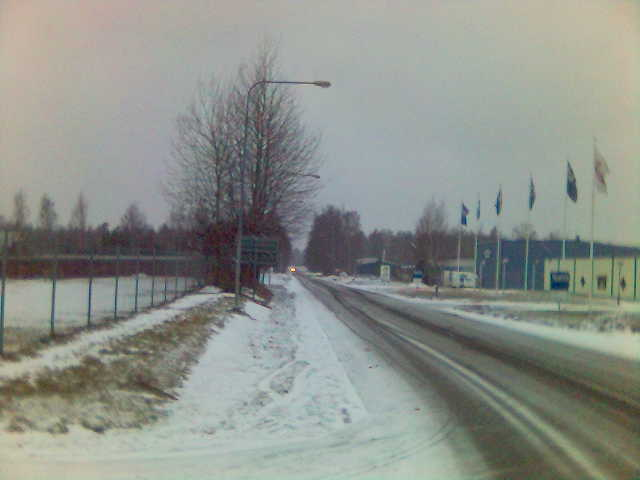
Jägarvallen

Jägarvallen är en stadsdel i Linköping med lite drygt 140 hushåll och knappt 400 invånare. Den ligger i utkanten av tätorten, mellan Ryd och Malmens flygfält, och genomkorsas av en äldre sträckning av vägen mot Mjölby.
I östra delen domineras Jägarvallen av ett industriområde, medan den västra delen, närmast Malmens flygfält, har villabebyggelse.

### Webbkällor
- Information om Jägarvallen på linkoping.se